# Edward Willes (1723-1787)
Pour les articles homonymes, voir Willes.
Edward Willes (6 novembre 1723 - 14 janvier 1787) est un avocat, homme politique et juge anglais. 

## Biographie
Il est le deuxième fils survivant de John Willes (juge), président de la Cour suprême, et de son épouse, Margaret Brewster. Il est le frère cadet de John Willes (1721-1784). Edward Willes (1702-1768) (en), baron en chef de l'échiquier irlandais, est son cousin germain. 
Il fait ses études au Worcester College d'Oxford et au Lincoln's Inn où il est appelé au barreau en 1747 et devient conseiller en 1757. 
En 1752, il épouse Anne, fille du révérend Edward Taylor de Sutton, Wiltshire. Ils ont 3 fils. 
En 1767, Willes acquiert Little Grove (maintenant démoli) à East Barnet, la maison construite pour John Cotton du Middle Temple en 1719. Il charge Capability Brown de concevoir les jardins. 
Willes devient conseiller du roi en 1756, solliciteur général de 1766 à 1768, puis juge de la Cour du banc du roi de 1768 jusqu'à sa mort en 1787, à l'âge de 63 ans. 
Il est député pour Old Sarum en 1747, pour Aylesbury (1747-1754), et pour Leominster de 1767 à 1768. 